# سرطان کبد
سرطان کبد (به انگلیسی: Liver Cancer) رشد سرطانی سلول‌های کبد می‌باشد که به صورت یک توده در قسمت فوقانی راست شکم و با علائم عمومی مانند درد، کاهش وزن با دلایل نامعلوم، زردی و ضعف، خود را نشان می‌دهد.
میزان ابتلا به این سرطان، در نقاط مختلف دنیا در حال رشد و افزایش است. سرطان کبد، ششمین سرطان شایع و چهارمین علت مرگ بر اثر سرطان در دنیاست. این سرطان در مردان شایع‌تر است و عموماً در سنین ۵۵ تا ۶۵ سالگی، بروز می‌یابد. سرطان کبد در مناطق شیوع هپاتیت بی و سی مانند بخش‌هایی از آسیا و آفریقای سیاه، شایع‌تر است.

## انواع
سرطان اولیه کبد، در سلول‌های کبد آغاز می‌شود و بر اساس نوع سلول سرطانی تقسیم می‌شوند. منشأ این نوع سرطان می‌تواند سلول‌ها و بافت‌های مختلفی از کبد مانند پارانشیم کبدی، مجاری صفراوی، رگ‌های خونی و گلبول‌های سفید باشد. مهم‌ترین انواع سرطان کبد، عبارت‌اند از:

### کارسینوم هپاتوسلولار
کارسینوم هپاتوسلولار (HCC)، رایج‌ترین شکل سرطان کبد اولیه است؛ که در سلول‌های کبدی موسوم به هپاتوسیت‌ها، آغاز می‌شود. حدود ۷۵ درصد از موارد سرطان کبد، از این نوع هستند.

### کلانژیوکارسینوما
در کلانژیوکارسینوما (CCA) منشأ سلول‌های سرطانی، سلول‌های اپیتلیال مجاری صفراوی موجود در کبد است. این نوع سرطان، سرطان مجاری صفراوی نیز نامیده می‌شود. به تومورهای خوش‌خیم با منشأ سلول‌های سیستم صفراوی کلانژیوما گفته می‌شود.

### آنژیوسارکوم و همانژیوسارکوم
آنژیوسارکوم و همانژیوسارکوم در رگ‌های خونی کبد شروع شده و بسیار سریع رشد کرده و تهاجمی است. این نوع سرطان، نادر است و حدود ۰٫۱ تا ۲٫۰ درصد از مجموع موارد سرطان اولیه کبد را شامل می‌شود.

### هپاتوبلاستوما
تومورهای ناشایع دیگری نیز به صورت اولیه در کبد بروز می‌کنند. هپاتوبلاستوما، توموری بسیار نادر اما بدخیم است که مختص سلول‌های نابالغ کبدی است و در کودکان مشاهده می‌شود. این نوع سرطان، عمدتاً در لوب راست کبد مشاهده می‌شود.

## علل
مهم‌ترین دلایل ابتلا به سرطان کبد، سیروز، در نتیجهٔ ابتلا به بیماری‌های مانند هپاتیت بی و هپاتیت سی و مصرف بیش از حد الکل و الکلیسم است. بیماری کبد چرب غیر الکلی و قرارگیری در معرض سم قارچی آفلاتوکسین و انگل‌های کبدی، چاقی، بیماری ذخیره‌ای آهن و تریزومی ۱۸ نیز می‌توانند زمینه بروز این سرطان را فراهم سازند.

## علائم
کارسینوم هپاتوسلولار: توده شکمی، درد شکم و پشت، تهوع، کم خونی، زردی، خارش، کاهش وزن و تب.
کلانژیوکارسینوما: تعریق، زردی، درد شکمی، کاهش وزن و بزرگی کبد.

## تشخیص
- اسکن‌ها، اولتراسونوگرافی و اسکن‌های MRI در ۸۰٪ از بیماران، ضایعهٔ اصلی را نشان می‌دهند. اسکن‌های MRI بهترین روش نشان‌دادن تهاجم تومور به وریدهای کبدی هستند.
- آنژیوگرافی: هپاتوم‌ها معمولاً از شریان کبدی خونگیری می‌کنند و ۸۰٪ از آن‌ها از لحاظ عروقی از پارانشیم مجاور خود غنی‌تر هستند. کلانژیوکارسینوم‌ها معمولاً عروق کمتری از بافت‌های کبدی مجاور دارند.
- بیوپسی (نمونه برداری) کبد:

بیوپسی مرکزی از راه پوست یا بیوپسی آسپیراسیون در صورتی‌که محل آن برحسب اسکن انتخاب شود، در اکثر بیماران تشخیص قطعی را ثابت خواهد کرد. بعد از بررسی بافت H&E می‌توان با روش ایمونو هیستوشیمی IHC تشخیص دقیق تری را داد.

## درمان
بستگی به نوع، مرحله و درجه بدخیمی دارد ولی ترکیبی از جراحی، شیمی درمانی و رادیوتراپی است.
هپاتوسلولار کارسینوما: برداشتن بخشی از کبد، پیوند کبد، کرایوابلیژن (تخریب تومور با سرما)، کموامبولیزیشن (تزریق مستقیم داروی ضدسرطان از طریق عروق کبدی به تومور)، رادیوتراپی، داروهایی مانند Sorafenib، رادیوفریکوئنسی ابلیژن (تخریب تومور با امواج رادیویی) و…
کلانژیوکارسینوما: براکی تراپی (قراردادن منشأ رادیوتراپی در داخل کبد)، پیوند کبد، فتودینامیک تراپی، رادیوتراپی.
هپاتوبلاستوما: شیمی‌درمانی شامل داروهایی مانند وین کریستین، سیکلوفسفامید و دوکسورابیسین، رادیوتراپی، پیوند کبد و برداشتن بخشی از کبد با جراحی
استخراج مواد دارویی بیولوژیک از آبزیان دریایی به ویژه گیاهان، خارتنان و نرم‌تنان نیز از طرح‌های مدنظر پژوهشگران است. یکی از داروهای ضدسرطان کبد از خیار دریایی استخراج می‌شود.

### جراحی
جراحی گزینهٔ درمانی افرادی است که سرطان کبدشان در مرحلهٔ اولیه است. معمولاً جراح، کل کبد یا بخشی از آن را که به سرطان مبتلا شده‌است خارج می‌کند. اگر کبد خارج شود در این‌صورت کبد بیمار با بافت کبد سالم یک اهداکننده جایگزین می‌شود.

#### شیمی درمانی
در شیمی درمانی از داروهایی برای از بین بردن سلول های در حال رشد سریع ، از جمله سلول های سرطانی استفاده می شود. شیمی درمانی می تواند از طریق ورید بازو ، به صورت قرص یا هر دو انجام شود. شیمی درمانی گاهی برای درمان سرطان پیشرفته کبد استفاده می شود.